# مجموعة إس إي بي البنكية
مجموعة إس إي بي البنكية (بالسويدية: Skandinaviska Enskilda Banken AB) هي شركة عامة سويدية تأسست سنة 1972 مهتمة بالأنشطة البنكية والتأمينات على الحياة، مقرها في العاصمة ستوكهولم. تترأسها حاليا أنيكا فالكنغرين منذ نوفمبر 2005.
في عام 1998، غيرت الشركة شعارها واسم علامتها التجارية من SE-Banken إلى SEB.